# Caron Butler
Caron Butler   (Racine, 13 de març de 1980), és un jugador estatunidenc de bàsquet de l'NBA retirat.

## Biografia
Butler va néixer i es va criar a Racine, Wisconsin, on va patir una infància dura; va ser traficant de drogues als 12 anys i va ser arrestat 15 vegades abans dels 15 anys. Butler va descobrir el seu amor pel bàsquet mentre estava en un centre de detenció juvenil. Butler va jugar al bàsquet Amateur Athletic Union el 1998 i el 1999. Després d'una breu carrera a Racine Park High School, es va matricular al Maine Central Institute on va tenir prou èxit com per rebre una beca per assistir a la Universitat de Connecticut per jugar a l'equip de bàsquet masculí dels Connecticut Huskies per a l'entrenador Jim Calhoun durant dos anys.